# 夏目太郎
夏目 太郎（なつめ たろう）は、俳優、芸能プロダクション社長（俳優倶楽部サイアン代表取締役）

## 来歴
夏目漱石の三兄である直矩の孫として東京で生まれる。東京大学教育学部附属中等教育学校卒業後、独協大学外国語学科英語学科に入学し、演劇研究会（一期生である根津甚八に憧れて入学し、大きく影響を受ける）に所属する。 
大学卒業後は、劇団青俳研究生となり蜷川幸雄演出「オイディプス王」、唐十郎作：蜷川幸雄演出「滝の白糸」に出演する。 
蜷川幸雄、本田博太郎等の諸先輩の動向に触発され、渡辺えりらと劇団兼八事務所旗揚げの為退団する。旗揚げ公演では演出補、音響効果を務める。 
1993年に俳優倶楽部サイアンを設立し、大手プロダクションでは難しい本物志向の俳優のマネジメント、アイドル（人形）ではなく創造的で自立した新人育成を目指している。

## メデイア掲載
- 朝日新聞・讀賣新聞・毎日新聞
- 小学館「女性セブン」　電話インタビュー

### テレビ
- フジテレビ「とくダネ！」　ロケインタビュー、ご自宅訪問インタビュー
- ＴＢＳ「ひるおび！」　ご自宅訪問インタビュー
- ＮＴＶ「世界で一番受けたい授業」　スタジオゲスト
- ＭＢＳ「ちちんぷいぷい」　写真・アンケート出演
- CX「全国一斉！日本人クイズ」　スタジオゲスト

## 出演
2009年4月～世界中でダンスを踊っている第2弾ＣＦが登場 夏目漱石？
2009年7月～屋形舟でロケをした第3弾ＣＦ
2009年11月～サッカー場に登場する第4弾ＣＦ
2010年6月1日新宿アルタ前イベント会場にてワールドカップイベントにＶＩＳAキャラクターとして出演
2010年11月～ネットスーパー篇第5弾ＣＦ 	 
2011年11月～ファミレス篇第6弾ＣＦ（メインキャラクター吹石一恵さん） 
2013年11月～毎日のお買い物篇第7弾ＣＦ